# Mara Aranda
Mara Aranda (València, 6 de desembre de 1968) és una cantant valenciana de música mediterrània i de música antiga, estudiosa i intèrpret de repertoris històrics.
Fou membre i fundadora el 1990 —juntament amb Joansa Maravilla i Néstor Mont— del grup musical Cendraires, amb el qual gravaren un sol disc, que es dissolgué l'any 1998. Formà després el grup L'Ham de Foc —amb Efrén López—, que recollia influències grega, turca, balcànica, àrab, iraniana i afganesa, amb forta identitat valenciana. Es dissolgué l'any 2006. Després ha cantat en solitari, amb col·laboracions concretes amb músics i grups diversos.
Al llarg dels anys 2003 i 2004 va viure a l'illa de Creta per estudiar la seva música. Al 2005, a la ciutat grega de Tessalònica, veu tradicional. I també residí a Istambul i Jerusalem, seguint la seva recerca i aprenentatge.
Posteriorment va encetar una nova etapa col·laborant amb el grup Soltage, format per Eduard Navarro, Josep Maria Ribelles, Jota Martínez i Abel Garcia, amb els que va publicar els discos Dèria (2009) i Lo testament (2013), guanyadors ambós del premi Ovidi Montllor en categoria folk dels seus respectius anys.
El 2015 va publicar el disc Mare Vostrum, celebrant el 25è aniversari de la seva música, amb el qual també va guanyar el premi Ovidi Montllor al millor disc folk.
És directora del Centre Internacional de Música Medieval de la Valldigna des del 2019, i hi imparteix cursos de cants sefardites d'Orient i Occident i composicions de trobairitz i trobadors.

## Discografia
- Cendraires (1999, amb Cendraires)
- U (1999, amb L'Ham de foc)
- Cançó de dona i home (2002, amb L'Ham de foc)
- Cor de porc (2005, amb L'Ham de foc)
- Músiques i cants dels jueus sefardites (2005)
- Músiques i Cants Sefardis d'Orient i Occident (2006, amb Aman Aman)
- Dèria (2009, amb Solatge)
- Lo testament (2013, amb Solatge)
- Sephardic Legacy (2013)
- Música tancada (2014, amb Capella de Ministrers)
- Mare Vostrum (2015)
- Geografías de la diáspora. Sefarad en el corazón de Marruecos (2016)
- Geografías de la diáspora. Sefarad en el corazón de Turquía (2019)
- Trobairitz (2020)
- Geografías de la diáspora. Sefarad en el corazón de Grecia (2023)